# Dexter (Missouri)
Dexter é uma cidade localizada no estado americano de Missouri, no Condado de Stoddard.

## Demografia
Segundo o censo americano de 2000, a sua população era de 7356 habitantes.
Em 2006, foi estimada uma população de 7652, um aumento de 296 (4.0%).

## Geografia
De acordo com o United States Census Bureau tem uma área de
16,1 km², dos quais 15,8 km² cobertos por terra e 0,3 km² cobertos por água. Dexter localiza-se a aproximadamente 113 m acima do nível do mar.

## Localidades na vizinhança
O diagrama seguinte representa as localidades num raio de 16 km ao redor de Dexter.